# کیم (ترانه)
«کیم» (به انگلیسی: Kim) ترانه‌ای از هنرمند اهل ایالات متحده آمریکا امینم است. این ترانه در آلبوم مارشال مترز ال‌پی قرار داشت. در این آهنگ امینم نه تنها خشم و عصبانیت خود را نسبت به همسر آن زمانش کیم نشان می‌دهد، بلکه وی را به قتل می‌رساند. در این آهنگ امینم خودش صدای کیم را هم تقلید می‌کند. در سال ۲۰۱۳، کمپلکس این ترانه را در فهرست ۲۵ آهنگ رپ خشن، شماره ۲۱ و در فهرست ۳۵ ترانه رپ افسرده‌کننده شماره ۴ قرار داد.